# 위그 르 그랑
위그(프랑스어: Hugues, 898년 ~ 956년 6월 16일)는 파리 백작, 923년부터 956년까지 네우스트리아 후작, 936년부터 프랑크인의 공작, 954년부터 오세르 백작이다. 본명보다 위그 르 그랑(Hugues le Grand)으로 잘 알려져있다.

## 생애
위그는 서 프랑크 왕 로베르투스 1세의 아들이다. 그는 어머니인 베아트릭스 드 베르망두아를 통해 샤를마뉴의 6대손이기도 하다. 위그 르 그랑은 서 프랑크 왕국에서 카페 왕조 설립에 있어 중요한 역할을 했다. 그는 하얀 피부 때문에 '흰 위그 (Hugues le Blanc)라는 별칭이 있다. 위그 르 그랑은 두르당 성에서 956년 7월 16일에 사망했다. 그는 프랑스 왕들의 묘지인 생드니 대성당에 묻혔다.

## 결혼과 후손
그의 첩, 후에 오세르 자작 앙수 1세 (앙수 로세루아 Ansoud L’Auxerrois)의 부인이 되는 디종 백작 라울의 딸인 디종의 랭가르드하고 낳은 자식은
- 오세르 주교 에르베르 (Herbert) 혹은 에리베르 (Héribert) : 996년 사망

그는 멘의 로제의 딸과 914년 결혼했다. 그 후 926년 에두아르 랑시엥의 딸 웨섹스의 에아드힐트 (혹인 에디트)와 결혼했다. 마지막으로는 작센의 헤드비게 (922-966, 하인리히 1세 새잡이왕의 딸) 와 결혼했다. 이들 사이에 낳은 자식은
- 베아트리스 : 바르 백작이자 상 로렌 공작 프레데릭 1세와 결혼.
- 프랑크인의 왕 위그 카페 (즉위 : 987-996) : 후계 있음.
- 엠마 : 노르망디 공작 리샤르 1세와 결혼. 후계 있음
- 부르고뉴 공작 오통 (즉위 : 956–965) : 질베르 드 샬롱의 상속녀 샬롱의 리에제아르드 (Liegearde de Chalon)와 결혼.
- 부르고뉴 공작 앙리 1세 (즉위 : 965–1002) : 외드-앙리라고도 불리는 그는 적어도 한 명의 서자 (본 자작 외드 (Eudes de Beaune) 1005년 8월 25일 사망)을 낳았고, 추정상으로는 한명 더 낳았다. (앙리 드 베르지? (Henri de Vergy) (1023년 이전에 사망) 로베르 가문 (?)의 분가 베르지 가문) 그의 첫 아내와 아내의 전 남편인 이탈리아의 왕 아달베르투스의 아들 오통-귀욤을 양자로 삼는다. 훗날 오통-귀욤은 부르고뉴 백작위를 상속받는다. (즉위 : 1002–1004)